# Medinilla sedifolia
Medinilla sedifolia là một loài thực vật có hoa trong họ Mua. Loài này được Jum. & H. Perrier mô tả khoa học đầu tiên năm 1913.